# Bora Laskin
Bora Laskin, PC, CC (* 5. Oktober 1912 in Fort William, Ontario; † 26. März 1984) war ein kanadischer Richter und Rechtswissenschaftler. Er gehörte von 1970 bis zu seinem Tod dem Obersten Gerichtshof von Kanada an und war ab 1973 dessen Vorsitzender (Chief Justice).

## Biografie
Laskin studierte Recht an der University of Toronto und an der Osgoode Hall Law School. 1936 erhielt er den Bachelor of Laws, 1937 schloss er an der Harvard University mit dem Master of Laws ab. Zwar erhielt Laskin die Zulassung als Rechtsanwalt, doch trotz seiner außergewöhnlich guten Leistungen gelang es ihm wegen des damals vorherrschenden Antisemitismus nicht, bei einer renommierten Anwaltskanzlei eine Anstellung zu finden. Deshalb entschloss er sich, eine akademische Karriere anzustreben.
Von 1940 bis 1965 lehrte Laskin an der University of Toronto, mit Ausnahme der Jahre 1945 bis 1949, als er an der Osgoode Hall Law School lehrte. 23 Jahre lang war er Mitherausgeber der Fachzeitschrift Dominion Law Reports and Canadian Criminal Cases. Außerdem veröffentlichte er ein Werk über das kanadische Verfassungsrecht. 1965 wurde er an das Appellationsgericht der Provinz Ontario berufen.
Premierminister Pierre Trudeau ernannte Laskin am 19. März 1970 zum Richter am Obersten Gerichtshof von Kanada. Laskin war der erste Jude in diesem Amt. Er war auf Arbeitsrecht und Verfassungsrecht spezialisiert, trat für die Bürgerrechte ein und war mehr als jeder Richter vor ihm bestrebt, den Einfluss des Bundesstaates auf Kosten der Provinzen auszudehnen. Laskin war vor allem zu Beginn oft in der Minderheit und vertrat Positionen, die der Oberste Gerichtshof Jahre später doch übernahm.
Am 27. Dezember 1973 stieg Laskin zum Chief Justice auf; es war das erste Mal seit 1924, dass nicht der amtsälteste Richter ernannt worden war. Das wichtigste Urteil unter seiner Leitung betraf 1981 die vollständige Lösung der kanadischen Verfassung vom Einfluss des britischen Parlaments. Das Gericht befand, die Bundesregierung könne durchaus die „Heimführung“ der Verfassung ohne Zustimmung der Provinzen beschließen; dies entspreche jedoch nicht dem Gewohnheitsrecht. Aufgrund dieses Urteils sah sich Trudeaus Regierung gezwungen, Verhandlungen mit den Provinzen zu führen. Laskin blieb bis zu seinem Tod im Amt.
1972 wurde er zum korrespondierenden Mitglied der British Academy gewählt.